# 크레이그 데이비드

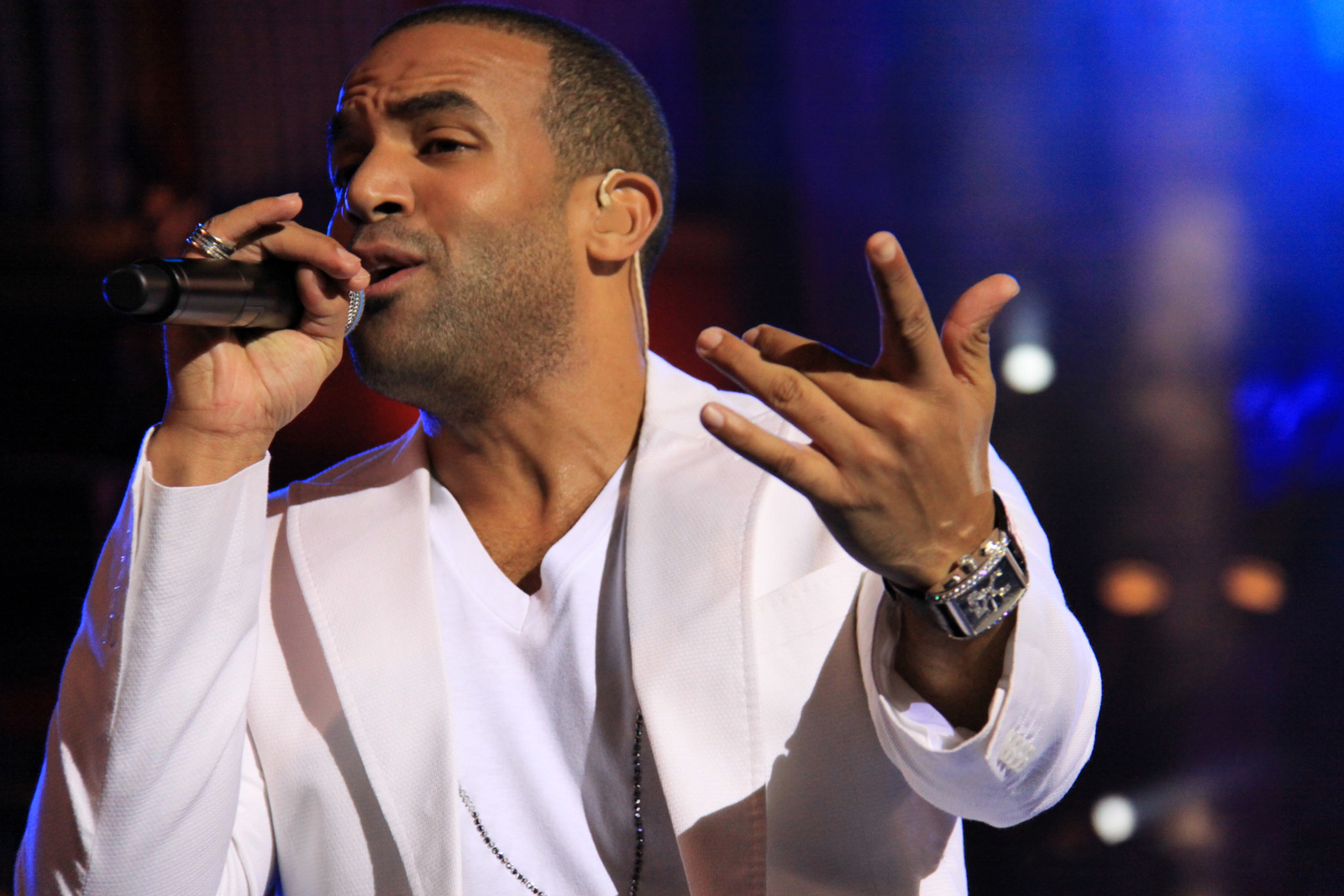

크레이그 데이비드(Craig David, 본명: Craig Ashely David, 출생: 1981년 5월 5일 ~ )은 영국의 팝가수, 싱어송라이터다.

## 생애
그는 영국 사우스햄프턴에서 태어났다. 그의 아버지는 레게 밴드의 일원이었기 때문에 자주 음악을 접할 수 있었다. 그는 아버지를 따라다니면서 클럽 디제이나 싱어로 일했다.

### 2000 ~ 2001: Born To Do It
그는 영국의 그룹 '데미지'의 곡에도 참여, 'Artful Dodger'에 앨범에도 참여하면서 UK차트 1위까지 해보았다. 그리고 2001년 첫앨범인 'Born To Do It'을 발매했다. 싱글이었던 '7 Days'는 영국차트에서 1위를 하였고, 오세아니아, 이탈리아, 아일랜드 차트에서 3위를 했다. 또한 리믹스 버전에는 미국 유명랩가수 모스 데프가 참여했다. 미국에서는 빌보드 200에서 17위로 데뷔하고, 싱글인 'Walking Away'는 3위를 차지하였다.
2009년 MTV에서 'Greatest Album of All-Time'에서 2위를 차지했다.

### 2002 ~ 2003: Slicker Than Your Average
2002년, 두 번째 앨범인 'sliker Than Your Average'를 발매했다. 이 앨범은 전 세계 차트에서 10위권 안에 진입하고, 영국에서는 트리플 플래티늄, 미국에서는 골드를 받았다. 싱글인 'What's Your Flava?', 'Hidden Agenda', 'Rise & Fall', 'Spanish', 'You Don't Miss Your Water ('Til the Well Runs Dry), 'World Filled with Love'는 모두 탑 10에 들었다. 특히, 스팅이 참여한 'Rise & Fall'은 스팅의 'Shape Of My Heart'를 리메이크한 곡이며, [[영국]은 물론 해외차트에서 모두 1위를 하였다.

### 2005-2006: The Story Goes...
그는 새 레이블 워너 뮤직과 계약했고, 2005년 'The Story Goes...'를 발매했다. 싱글인 'All The Way'는 3위, 'Don't Love You No More (I'm Sorry)'는 5위, 그리고 'Rewind'는 15주동안 10위안에 들었다.

### 2007-2008: Trust Me
세 번째 앨범인 'Trust Me'는 2007년에 발매됐다. 일본 오리콘 차트에서 4위를 기록하였으며 2008년 영국 뮤직 어워드 최고의 뮤직비디오 상인 R&B 상을 받았다.

### 2008 ~ 현재: Greatest Hits
2008년 11월에 발매됐다. 새로 수록된 'Insomnia'는 영국, 터키에서 7위를 했다. 또한 이 곡은 한국의 싱어이자 싱어송라이터 휘성과 프로젝트를 해서 한국어로도 불렸다.

## 앨범
- Born To Do It (2000)
- Slicker Than Your Average (2002)
- The Story Goes... (2005)
- Trust Me (2008)
- Greatest Hits (2008)
- 5번째 앨범 (발매예정)(2009)